# Alma Söderhjelm
Alma Söderhjelm, född den 10 maj 1870 i Viborg, död den 16 mars 1949 i Stockholm, var en finlandssvensk historiker och författare. Hon var docent vid Helsingfors universitet 1906–1926, dess första kvinnliga lärare och professor i allmän historia vid Åbo Akademi 1927–1937. Hon blev samtidigt den första kvinnliga professorn i Finland.

## Biografi
Alma Söderhjelm var tredje yngst i en syskonskara på åtta döttrar och tre söner. Hon var dotter till Woldemar Söderhjelm samt syster till Werner och Torsten Söderhjelm. Hon var vidare sonsons sonsons sondotter till Lars Söderhielm. Alma Söderhjelm gick i Viborgs fruntimmersskola. I slutet av 1800-talet erbjöd Finland inte andra stadiets undervisning för flickor, så Alma Söderhjelm tog privatlektioner för att kunna ta studenten. Hon blev den nittonde kvinnliga studenten i Finlands historia.
Alma Söderhjelm tillhörde som akademiker en kvinnlig pionjärgeneration. Skolstudier i Viborg och adligt påbrå gjorde henne till en typisk representant för denna kategori. Efter studenten ansökte Söderhjelm om rätt att få fortsätta studierna vid Kejserliga Alexanders Universitetet (fr.o.m. 1919 Helsingfors universitet) och fick dispens för sitt kön av den ryska kejsaren. 
Söderhjelm inledde sina studier 1889 i Helsingfors. När hon 1900 blev filosofie doktor var hon den tredje kvinnan i Finlands historia som nådde doktorsgraden. Då hon inledde studierna hade inte en enda kvinna i Finland ännu disputerat för doktorsgraden, men läkaren Karolin Eskelin och historieforskaren Tekla Hultin hann före.
Under 1890-talet tillbringade Söderhjelm två år vid Sorbonne och framlade år 1900 sin doktorsavhandling La Régime de la Presse pendant la Révolution française. Den blev den första som granskade pressens verksamhetsbetingelser under franska revolutionen på ett rent vetenskapligt sätt och väckte därför stor uppmärksamhet i Frankrike. Fem år senare presenterade hon sin magisteravhandling om den inverkan Rousseaus ”Contrat Social” hade på franska revolutionen.  
Alma Söderhjelm kom även fortsättningsvis att undersöka den franska revolutionens kulturförhållanden och personhistoria. Särskilt intresserade hon sig för Axel von Fersen och Marie-Antoinette och publicerade på franska en uppseendeväckande undersökning av deras relation (1930) samt utgav dessutom, likaså på franska, Marie-Antoinettes och Antoine Barnaves hemliga korrespondens (1933). Dessa forskningsresultat gjorde Alma Söderhjelms namn vida känt i den vetenskapliga världen. 
Politiskt bytte hon ståndpunkt under det blodiga inbördeskriget 1918 – där nära släktingar till henne hade dödats – från revolutionsromantiker till snarast reaktionär. Hon började också i stigande grad ägna sig åt fritt författarskap och skrev några frispråkiga och nödtorftigt kamouflerade självbiografiska romaner.
Sverige blev Alma Söderhjelms andra hemland från början av 1920-talet. Hon fortsatte sina forskningar, men nu med tonvikt på de motrevolutionära krafterna kring franska revolutionen. Sitt stora genombrott i offentligheten fick hon 1921, då hon under signaturen ”Det främmande ögat” blev kåsör i Dagens Nyheter. Som adelsdam och kosmopolit skrev hon självsäkert om svenskarnas egenheter, vilket kom att utmana etablissemanget. I sitt hemland hade hon gisslat den finlandssvenska inkröktheten. I Sverige utmanade hon vad hon såg som svensk konventionalism och likformighet. Hennes tio år äldre bror Werner Söderhjelm, under dessa år Finlands minister i Stockholm, tyckte att det var besvärande när hon koketterade med sin påstådda fulhet.
Det ämne som hon oftast återkom till, i sin essäistik och sin skönlitterära verksamhet, var förhållandet mellan män och kvinnor. Hennes debutroman Kärlekens väninna 1922, som gjorde skandal, handlar om svårigheten att förena erotisk lust och intellektuell gemenskap. Hon kom att avskedas från Dagens Nyheter men erövrade nya läsare i Idun och Husmodern. Hon gifte sig aldrig, men var omgiven av vänner för vilka hon höll salong. Till denna krets hörde bland andra Hjalmar Bergman, Prins Wilhelm, Mauritz Stiller och Albert Engström – och hon antydde gärna att en del av dessa relationer var intima.
Hon var gärna utmanande och när hon talade om hur ful hon var väntade hon sig inte att bli motsagd, däremot var det underförstått att hon var charmerande och erotiskt erfaren. En gång ska hon på gatan i Åbo ha mött en bekant dam som sa: ”Jag hör att du är prins Vilhelms älskarinna.” Enligt egen utsago ska hon med lämplig högdragenhet ha svarat: ”När det gäller kungliga personer heter det mätress.”
Söderhjelm hade redan 1925–1928 offentliggjort Axel von Fersens dagböcker i tre band. I hennes omfattande produktion har Axel von Fersen och Marie-Antoinette en alldeles särskild plats. Efter flitiga arkivstudier gav hon ut von Fersens dagböcker och hon publicerade von Fersens och den franska drottningens brevväxling. Hon fick stor uppmärksamhet i Frankrike och inbjöds att gästföreläsa vid Sorbonne. Hon avslutade sin föreläsning med att resa sig och ställa frågan: ”Fersen – var han Marie-Antoinettes älskare?” För henne själv kom svaret att bli ett entydigt ja. 
För en bredare allmänhet skrev hon kulturhistoriska skildringar. Finlands historia avhandlades i verk om Jakobstads (tre band, 1907–1914) och Brahestads historia. Av kulturhistoriskt värde anses hennes memoarer vara (Min värld I–III, 1929–1931; Mina sju magra år, 1933; Åbo tur och retur, 1938).
Alma Söderhjelm var även som professor före sin tid. Hon var skeptisk till katederföreläsningar och ville hellre hålla seminarier: ”Jag håller nämligen före att självverksamhet på det humanistiska området är fullt lika viktig som någonsin på de experimentella verksamheternas.” Om kollegerna var besvärade av henne så uppskattades hon desto varmare av sina studenter. Hon var också den första akademiska lärare de haft som kunde lära dem sticka.
Under russificeringsperioderna i Finland tog Söderhjelm del i motståndet och även i självständighetsrörelsen. Hon hade redan efter storstrejken 1905 tillhört de så kallade aktivisterna i kampen mot förryskningssträvandena.
Alma Söderhjelm publicerade under årens lopp åtta kåserisamlingar. Hon framträdde även som skönlitterär författare med skådespel, romaner och en diktsamling.